# Keszthely
Keszthely [kesthej] (česky Blatenský Kostel)[zdroj?] je okresní město ležící v župě Zala v Maďarsku. Žije zde 20 116 obyvatel. Jedná se o oblíbené turistické letovisko na nejzápadnějším okraji Balatonu. Je považováno neformálně za jeho hlavní město.

## Poloha
Město leží na západním okraji severního břehu Balatonu. Blízkými sídly jsou města Hévíz a Balatonszentgyörgy. Díky přítomnosti jezera je zde stabilnější klima než v západu Maďarska (tj. jsou menší teplotní výkyvy) a častěji prší.

## Název
Název města je slovanského původu a odkazuje na slovo kostel nebo kostelec. V češtině se občas objevuje i název Blatenský kostel, který na původ názvu odkazuje, stejně jako na blízkost k jezeru Balaton, resp. Blatenskému jezeru. Postupem času byl k názvu připojen maďarský sufix -hely označující místo (např. Dunaszerdahely pro Dunajskou Stredu apod.)
Do chorvatštiny byl název přijat jako Kestel (ačkoliv chorvatština nesdílí se západoslovanskými jazyky označení kostel pro křesťanskou církevní stavbu). Případně se také ještě objevuje název v podobě Monoštor. Označení místních má potom podobu Kestelčan.

## Historie
Místo bylo obydlené již v neolitu. V jeho blízkosti bylo odhaleno pohřebiště z doby Laténské kultury, jednalo se nejspíše u pohřebiště keltské. V době Římské říše bylo obchodním centrem. Ačkoliv stálo sídlo mimo pohraniční linie (limes), nacházela se v jeho blízkosti pevnost (Keszthely-Fenékpuszta). Jižně od dnešního města leží pozůstatky římského castrum s názvem Valcum castrum.
První písemné zmínky o městě pocházejí z roku 1247. Od roku 1421 bylo Keszthely městem s tržními právy (maďarsky mezőváros). V 15. století zde žilo asi tisíc lidí, nejednalo se však o období idylické; docházelo k častým střetům mezi jednotlivými vlastníky pozemků, které přerůstaly až v násilnosti. Místní kostel a další budovy byly několikrát vypáleny.
Jeho růst přerušily turecké války, které měly nejprve podobu ojedinělých vpádů. Pleněno bylo v letech 1532 v souvislosti s tureckým postupem na Vídeň a poté ještě jednou roku 1548. Turci nicméně Keszthely nikdy neobsadili. Na počátku 17. století zde nechal rod Pethő postavit pevnost, ta sloužila pro obranu a hlídání frontové linie s Turky okupovaným zbytkem Uher. Hranice totiž procházela nedaleko. Stráže, které v pevnosti působily, platil buď král, nebo rod Pethőů. Ještě v roce 1650 provedli Turci další nájezd na město, nicméně neúspěšný.
Krátce po té, během období Rákocziho vzpoury, drželi v letech 1705 až 1709 Keszthely kuruci. Po jejím skončení zde místní polnosti vlastnilo několik rodin.

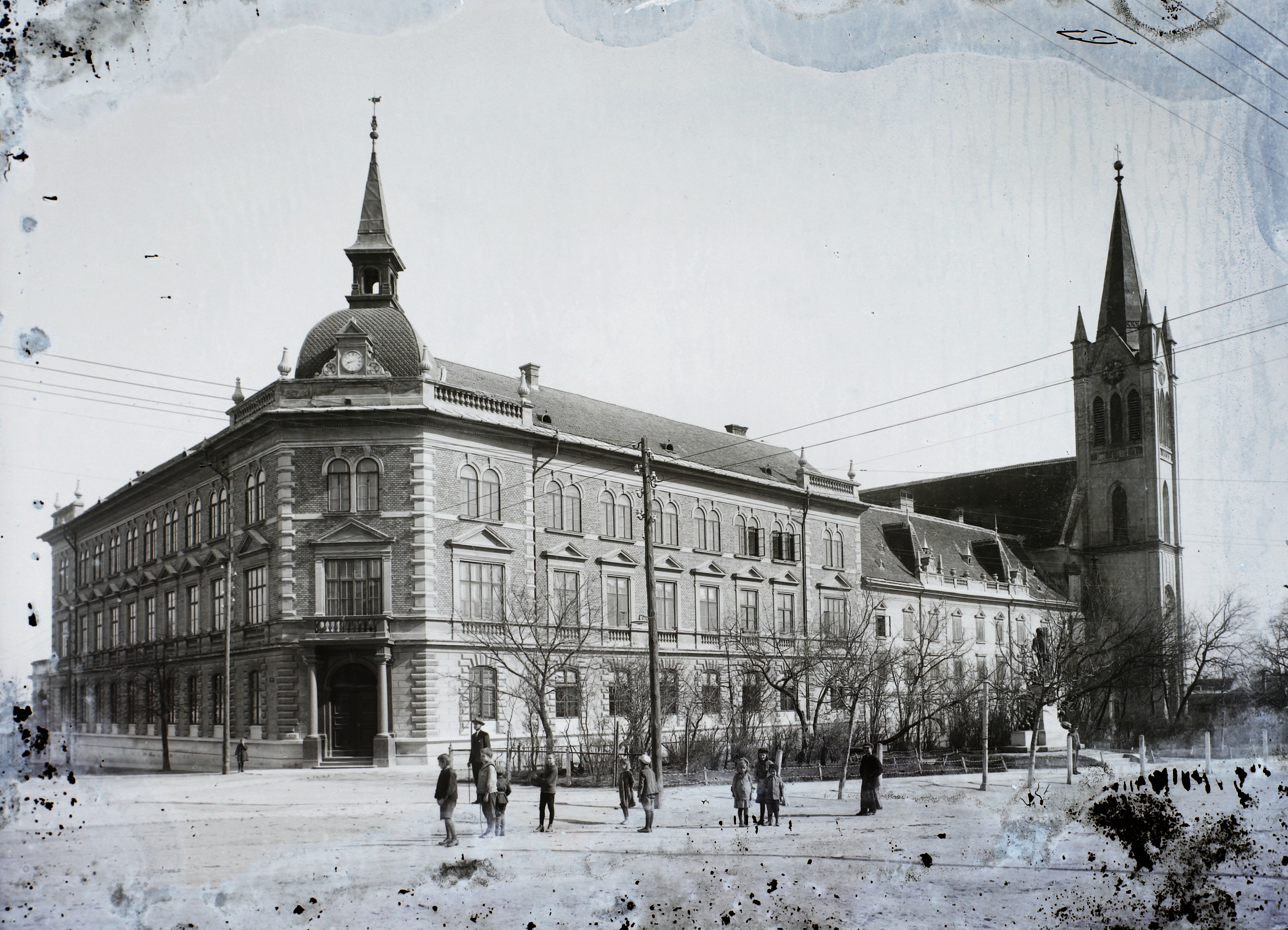
Hlavní náměstí v roce 1911.

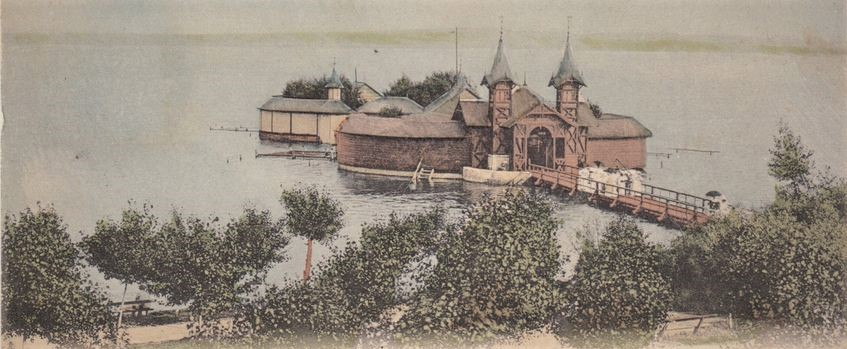
Ostrovní lázně na přelomu 19. a 20. století.

Teprve až v 18. století se původně zpustošené město dočkalo rozvoje. O ten se postarala rodina velkostatkářů Festeticsů (původem z dnešního Chorvatska), kteří v roce 1739 koupili od Jánose Pethő, který neměl mužského potomka, rozsáhlé pozemky. Postavena zde byla nejprve nemocnice, později i zemědělská škola (Georgikon), která měla vychovávat nové učně pro rozsáhlé panství. V ní je dnes umístěno muzeum, připomínající roli rodu Festeticsů v budování města. Vyučovalo se zde v latině a v němčině. Roku 1759 zde byl zřízen špitál a v roce 1772 gymnázium. V roce 1775 již ve městě žilo na dvě stě řemeslníků sdružených do 12 cechů. Na přelomu 18. a 19. století zde byla vybudována největší plachetnice, která byla dosud spuštěna na vody Blatenského jezera. 
V původním úsilí Kryštofa (Kristóf) pokračoval jeho syn Jiří (György) a na počátku století devatenáctého i jeho syn, Ladislav (László). Ten nechal postavit most; postupný rozvoj turistiky a především přítomnost Blatenského jezera (Balatonu) však umožnila městu další růst. Na počátku 19. století zde žilo asi sedm tisíc lidí. Popularitě města pomohly také oslavy Helikon, během níž se do města sjížděli literáti.
V druhé polovině 19. století se obci nicméně vyhnula hlavní jižní dráha, která byla postavena z Budapešti do města Nagykanizsa a dále na území dnešního Chorvatska a k jaderskému pobřeží. Nejbližší nádraží na trati vzniklo v obci Balatonszentgyörgy asi deset kilometrů daleko. Keszthely nakonec získal odbočku z uvedené Jižní dráhy. Na ní bylo postaveno i nádraží, to ale leželo daleko od Keszthely, u vesnice Balatonszentgyörgy. Období rozvoje průmyslu tak město zmeškalo. Pro svůj rozvoj tak mohlo posilovat pouze roli v oblasti lázeňství, turistiky a nebo školství. V roce 1862 zde byla postavena první výletní rezidence. Na mapách třetího vojenského mapování je patrný rozvoj místní turistiky ve svém prvopočátku; na břehu Blatenského jezera leží jediný lázeňský dům (německy Badehaus) spojený několika cestami se zbytkem města. Nedaleko od zámku se nacházela i obora s divou zvěří, ta ale nakonec zanikla a dnes se zde nachází hřbitov.
V 80. letech 19. století vypracoval architekt Viktor Rumpelmayer územní plán, který počítal s dalším šířením města. V roce 1884 byla otevřena zdejší průmyslová škola. Roku 1898 zde Balatonský muzejní spolek otevřel první muzeum.
Mezi dvěma světovými válkami byl vlivem politické nestability a hospodářského úpadku rozvoj města zastaven. Keszthely získalo pověst „města důchodců“. V roce 1925 zde stálo již pět hotelů, dvě kavárny, deset restaurací a 11 hospod. Vznikl rovněž palác, kde dnes sídlí Balatonské muzeum, nová budova pošty a sanatorium. V uvedeném roce k němu byla připojena i vesnice Kiskeszthely.
V závěru druhé světové války bylo zřízeno ve městě židovské ghetto. Několik set místních Židů bylo odesláno transporty do vyhlazovacích táborů. Z celkem devíti stovek místních židů přežilo válku jen několik desítek. Dnes 829 obětí holocaustu připomíná památník před budovou bývalé synagogy. Dne 29. března 1945 byl Keszthely osvobozeny Rudou armádou. Válečné události neznamenaly pro město větší škody na budovách nebo infrastruktuře. Při převozu byla nicméně zničena sbírka místního muzea, která se nacházela dočasně v Zalaegerszegu.
V roce 1950 byla provedena administrativní reforma Maďarska. Keszthely se staly součástí veszprémské župy. O čtyři roky později získal statut města. Z počátku se moderní výstavba a rozvoj městu spíše vyhýbaly. Komunistická vláda vnímala lokalitu spíše jako město spojené s životem před nástupem socialismu, odkazující na meziválečné Maďarsko, na úředníky a seniory té doby. Panelová sídliště byla realizována až v 70. letech. Obyvatelstvo živil rozvíjející se textilní průmysl, rozvoj ale myslel i na turistiku. Proto byl postaven také nový moderní hotel s kapacitou 500 lůžek. Starší ubytovací zařízení byla renovována a přibyly také motely. Roku 1972 bylo otevřeno Muzeum Georgikonu. Od roku 1979 je město součástí župy Zala. Dnes je z ekonomického hlediska hlavním zaměstnavatelem turistika (resp. služby) a v menší míře potravinářský průmysl. Stojí zde např. mlékárna a pekárna.

## Obyvatelstvo
V roce 2010 mělo město 21 053 obyvatel, tento počet se v létě pravidelně zvyšuje díky přílivu turistů. Počet stálých obyvatel ve městě nicméně setrvale, ale pomalu klesá a v roce 2018 již klesl pod počet dvaceti tisíc.
Podle sčítání lidu z roku 2001 byla většina obyvatel maďarské národnosti a jen velmi málo byly zastoupeny národnosti jiné, např. Němci (0,7 %), Romové (1 %) a Chorvati (0,1 % obyvatel). Romové zde mají svojí samosprávu. 

## Pamětihodnosti

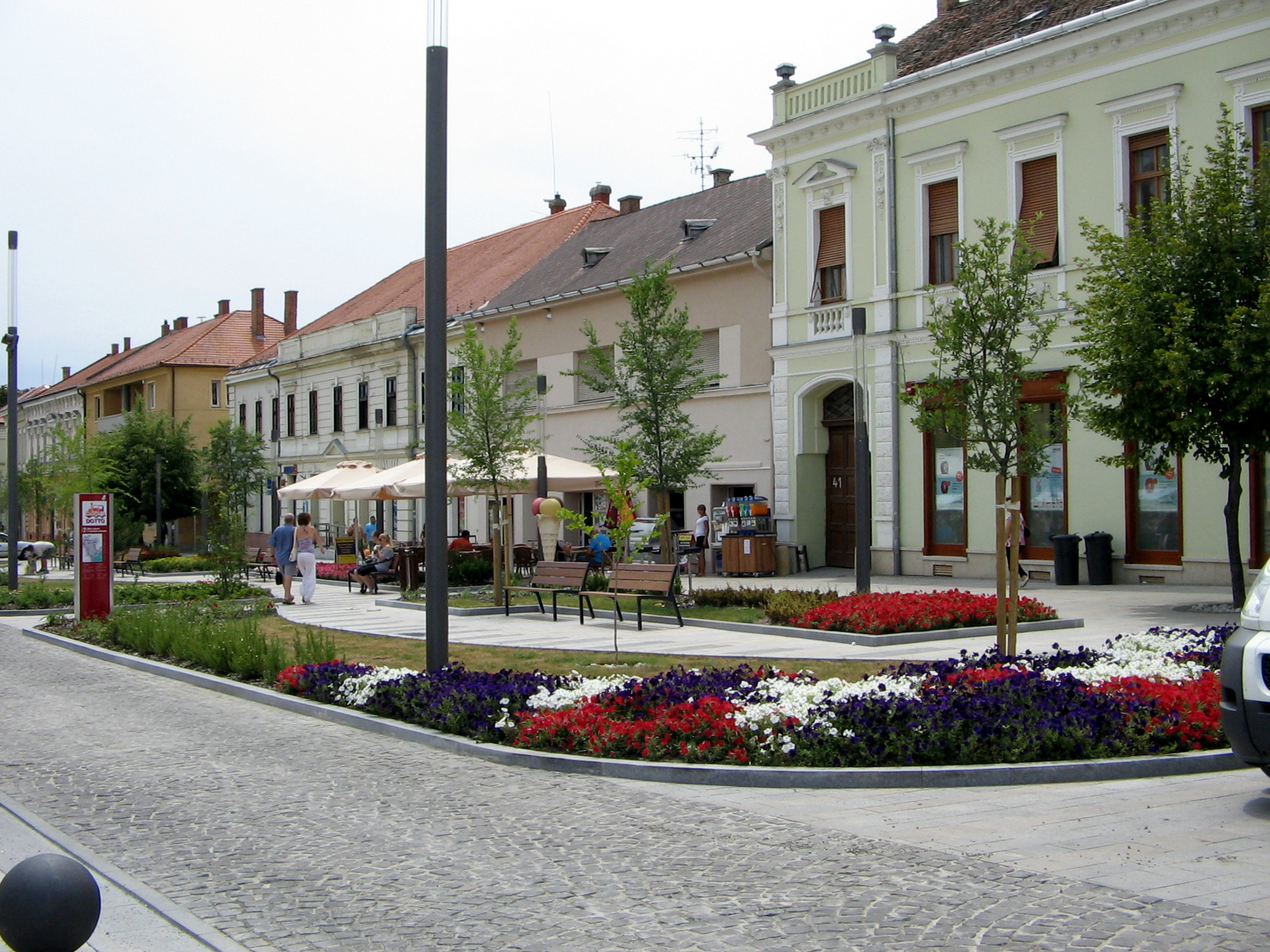
Střed města v 21. století.

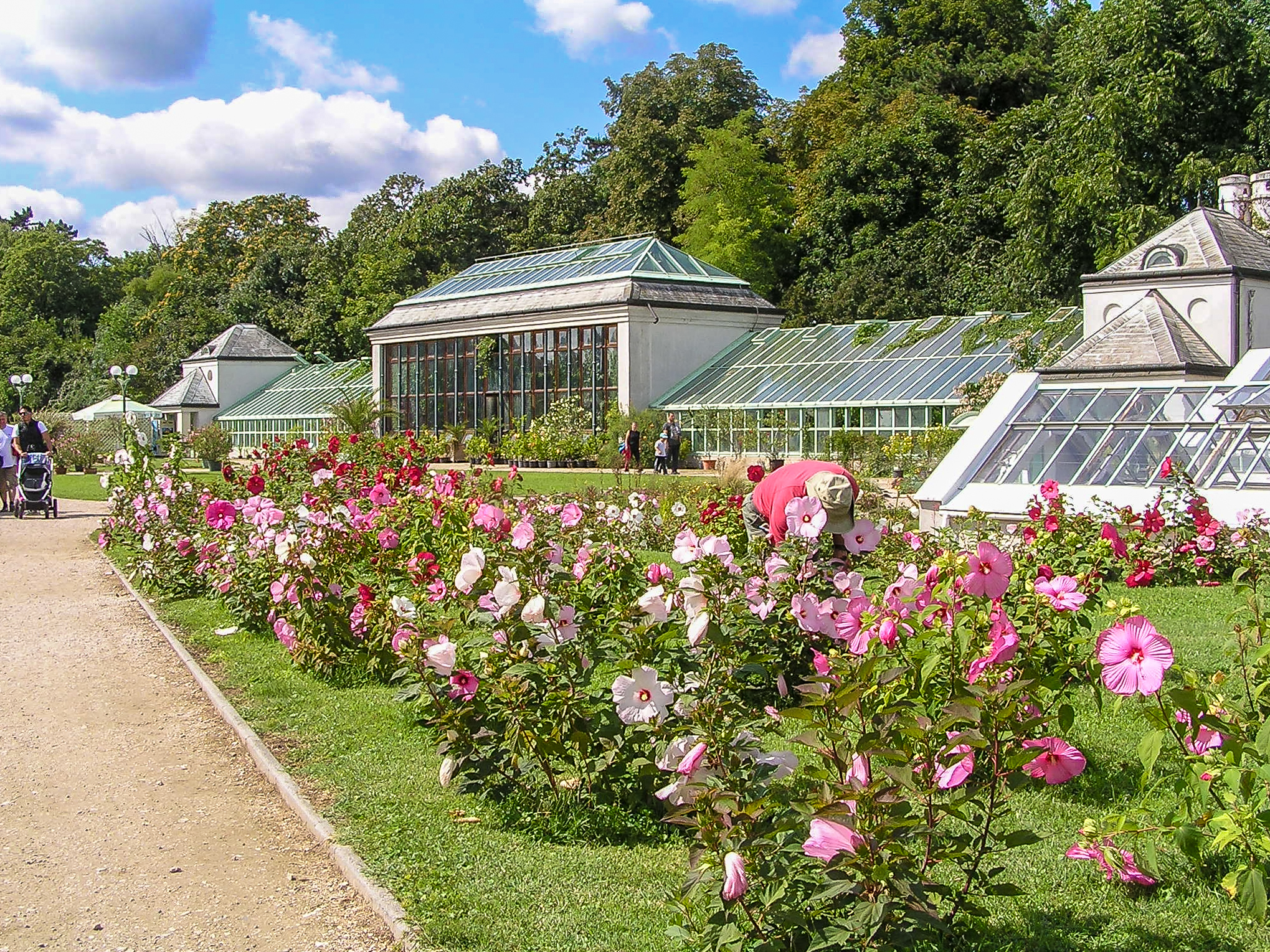
Skleníky v zámecké zahradě.

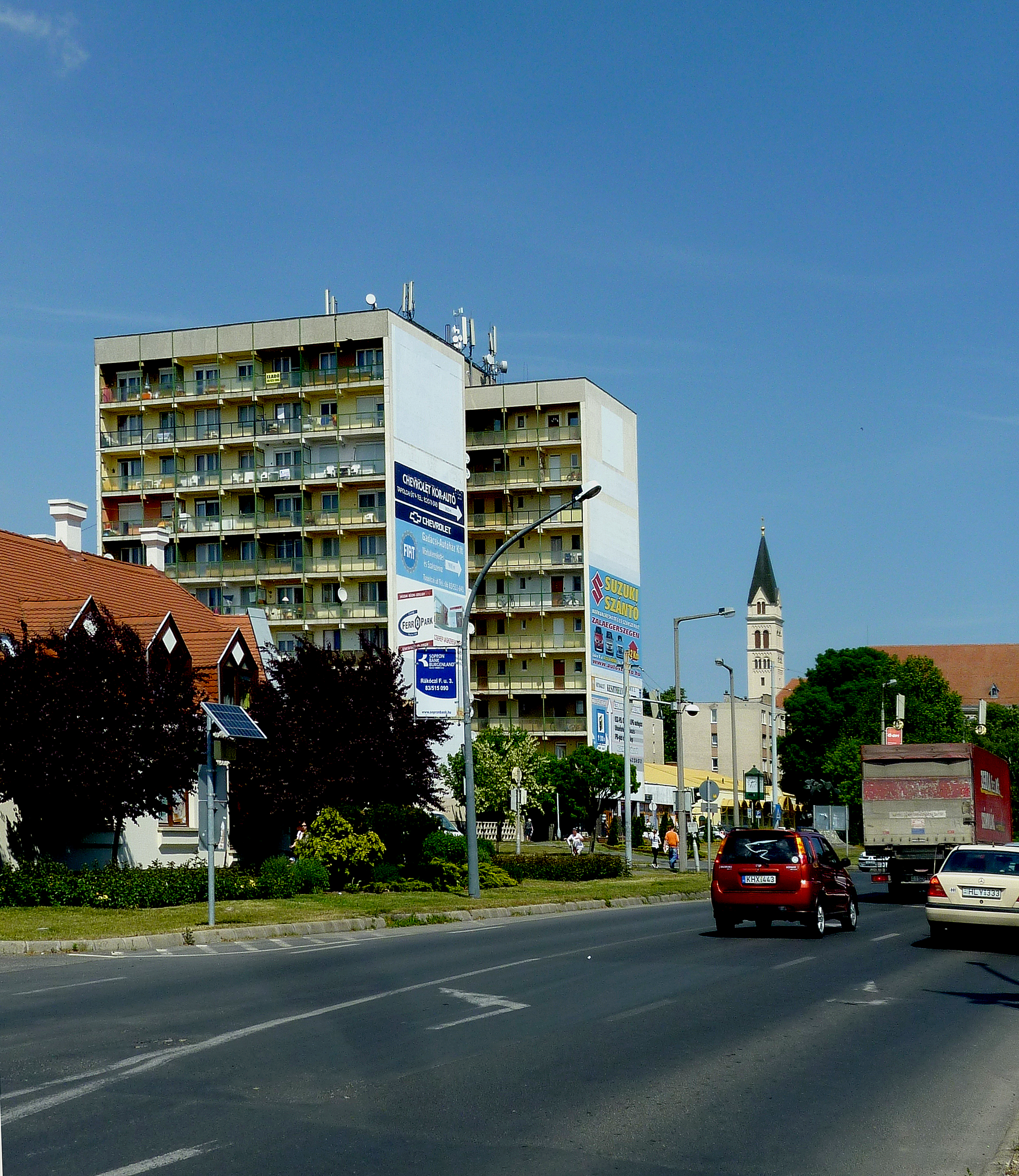
Panelové domy ve městě.

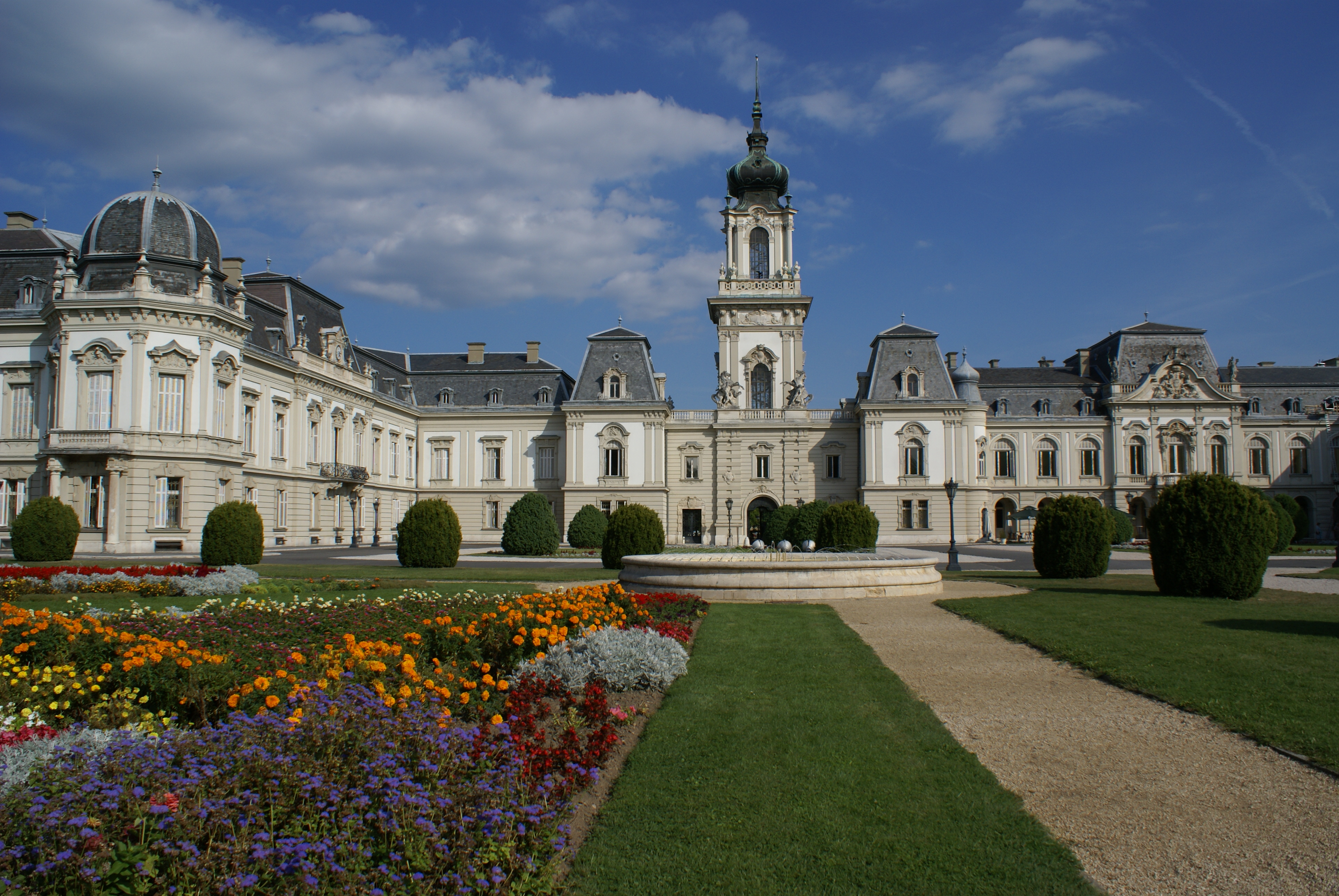
Zámek Festeticsů.

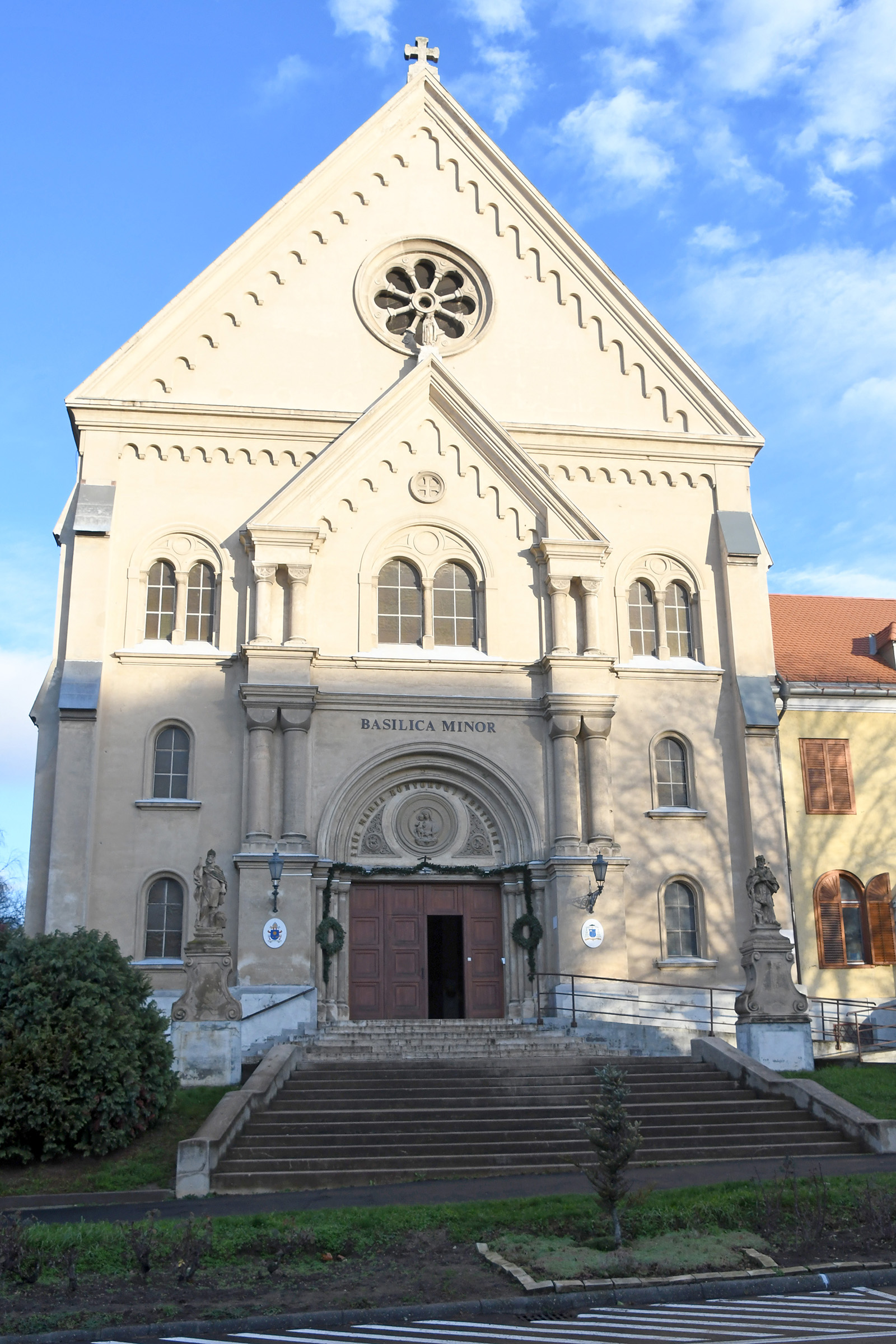
Karmelitánský kostel v Keszthely.

V samotném městě se nachází řada zajímavých staveb a objektů, mnohé z nich jsou památkově chráněné. Symbolem města je zámek, který se nachází v jeho centru. Kromě řady historických objektů v samotném středu Keszthely má město také i svojí promenádu na břehu Blatenského jezera. Městem rovněž prochází i národní modrá turistická stezka (Országos Kéktúra).

### Zámek Festetics
Stavba barokního zámku Festetics byla zahájena v roce 1745 a trvala více než jedno století. Další etapy výstavby pak následovaly od 80. let 19. století, dokončena byla až po smrti hlavního architekta Viktora Rumpelmayera (1830-1885). Zámek se stovkou místností a neobarokní branou a věží patří mezi tři nejrozsáhlejší stavby v Maďarsku. Jeho součástí je také zámecký park, který zabírá prostor západně a severozápadně od původní budovy. Zámecká knihovna uchovává cenné rukopisy a vzácné bibliofilie. Celkem její fond tvoří okolo 90 000 knih. Na rozdíl od svého okolí nebyl zámek poničen během druhé světové války. Od roku 1974 v něm sídlí muzeum Helikon. 
Monumentální hrobka rodu Festeticsů se nachází na místním hřbitově, v jeho jižní části. 

### Železniční muzeum
Kromě zde uvedeného stojí v Keszthely také muzeum, zasvěcené dějinám železniční dopravy.

### Muzeum Balatonu
Muzeum, zasvěcené Blatenskému jezeru, se nachází v jižní části města. Zřízeno bylo v roce 1898. Zahrnuje část, která se věnuje geologii a archeologii, dále jsou v něm historické sbírky.

### Szendreytelep
Dochován je rovněž i dům Júlie Szendrey, ženy Sándora Petőfiho. Lokalita (tzv. Szendreytelep) je umístěna jihozápadně od středu města. 

### Kulturní akce
Pravidelně se zde koná vždy v únoru karneval.

## Parky a zeleň
Kromě již zmíněného zámeckého parku Festeticsova zámku, který svojí velikostí zasahuje až mimo samotné město, se zde nachází i několik dalších parků. Jedná se např. o Alžbětiny sady (maďarsky Erszébet-liget), umístěné v prostoru mezi nábřežní promenádou a železniční tratí, dále park Helikon, umístěný v prostoru mezi tratí a středem města. V okolí města se nachází početné lužní lesy. Město má také vlastní pláže na břehu jezera.

## Ekonomika
V současné době je hlavním ekonomickým odvětvím turistika (vzhledem k přítomnosti blatenského jezera), pohostinství a ubytovací služby. V menší míře je zastoupen potravinářský průmysl (mlékárna a pekárna). Město má nemocnici, finanční úřad, soud, policejní stanici, řadu poboček bank a pojišťoven.

## Školství
S odkazem na historickou tradici vzdělávání v oblasti zemědělství sídlí v Keszthely Zemědělská fakulta Panonské univerzity. V lokalitě Szendreytelep u města se nachází také jezdecká škola. Keszthely je tak možné považovat i za univerzitní město.
Ze středních škol zde také působí i gymnázium, které nese název po Jánosovi Vajdovi.

## Doprava
Do města vedou silnice celostátního významu č. 71 a 75. Severně a východně od města je veden také silniční okruh, který zamezuje tranzitní dopravě provoz skrz střed města. Jižně od Keszthely se nachází mimo jiné také dálnice M76, která nicméně do samotného města nesměřuje. Má k ní být nicméně vybudován silniční přivaděč do města.
Historický střed města, hlavně potom Hlavní náměstí maďarsky Fő tér) je upraven jako pěší zóna a je zde vyloučena automobilová doprava. Autobusové nádraží se nachází v blízkosti železniční stanice.
Městem prochází železniční trať Balatonszentgyörgy – Tapolca. Stojí zde jediné nádraží. Trať je vedena po břehu Blatenského jezera. Ve strategii regionu Balatonu pro léta 2014 až 2030 se uvažovalo o zbudování tramvajové trati, která by město spojila s nedalekým Hévízem.
V letních měsících je do města možné také doplout lodí. Provozovány jsou výletní linky do okolních letovisek. Přístav je umístěn v nedaleké blízkosti nádraží a při parku Helikon.
Nedaleko od města se nachází mezinárodní letiště Hévíz–Balaton. 

## Osobnosti města
- Lajos Asbóth (1803-1882), vojenský důstojník
- Sándor Asbóth  (1810-1868), generál a velvyslanec Spojených států amerických
- Imre Gellei (nar. 1950), fotbalový trenér a bývalý kapitán maďarské fotbalové reprezentace
- Karl Goldmark (1830-1915), skladatel
- Anna Jankovics (nar. 1982), maďarská herečka
- Wilhelm Friedrich von Karwinsky von Karwin (1780-1855), botanik
- Aliz Mosonyi (nar. 1944), spisovatel
- Ferenc Németh (nar. 1976), jazzový hudebník
- Erzsébet Nováky, profesorka
- János Schadl (1892-1944), malíř
- David Schwarz, (1852-1897), chorvatský průkopník letectví
- Júlia Szendrey, žena Sándora Petőfiho.

## Partnerská města
- Alanya, Turecko[8]
- Boppard, Německo
- Delden, Nizozemsko
- Hof Van Twente, Nizozemsko
- Łańcut, Polsko
- Levoča, Slovensko
- Litomyšl, Česko
- Odorheiu Secuiesc , Rumunsko
- Piran, Slovinsko
- Piwniczna Zdrój, Polsko
- Turnov, Česko